# Pomatoschistus montenegrensis
Pomatoschistus montenegrensis är en fiskart som beskrevs av Miller och Sanda 2008. Pomatoschistus montenegrensis ingår i släktet Pomatoschistus och familjen smörbultsfiskar. IUCN kategoriserar arten globalt som livskraftig. Inga underarter finns listade i Catalogue of Life.